# The 400 Million
The 400 Million é um filme/documentário dos Estados Unidos dirigido por Joris Ivens.

## Resumo
Com um trabalho de câmara dos seus amigos John Ferno (Fernhout) e Roberto Capa e com um comentário de Dudley Nichols, Ivens fez um documentário sobre a resistência chinesa à ocupação japonesa em 1938.